# Aphanocalyx microphyllus
Aphanocalyx microphyllus är en ärtväxtart som först beskrevs av Hermann August Theodor Harms, och fick sitt nu gällande namn av Jan Johannes Wieringa. Aphanocalyx microphyllus ingår i släktet Aphanocalyx och familjen ärtväxter.

## Underarter
Arten delas in i följande underarter:
- A. m. compactus
- A. m. microphyllus